# Gul fyr
Gul fyr (Pinus ponderosa) er et stort, stedsegrønt nåletræ med en opret vækst. Stammen er kraftig og gennemløbende. Hovedgrenene er svære og udspærrede, senere mere overhængende. Kronen er åben og kegleformet. Skuddene er nøgne med en opadvendende tot nåle yderst. Træet kendes også under navnet Ponderosa-Fyr

## Beskrivelse
Barken er først brunlig på lyssiden og gullig på skyggesiden. Senere bliver den opsprækkende med dybe, langsgående skorper. Knopperne er cylinderformede med en lyst rødbrun spids og harpiksudsondringer ved fæstet.
Nålene sidder 3 i bundtet, og de er stive og lange med en skarp spids. Farven er mørkt grågrøn på begge sider. De hanlige blomsterstande er mørkt purpurrøde, krumme og ægformede. Hunblomsterne er samlet i endestillede og ægformde, røde stande (de senere kogler). De modne kogler er brune og aflangt eller uregelmæssigt ægformede. Hvert skæl har en tværgående ribbe med en skarp torn.
Rodnettet består af tykke, dybtgående hovedrødder og trævlede siderødder.
Højde x bredde og årlig tilvækst: 30 x 7 m (25 x 15 cm/år). I hjemlandet bliver træet væsentligt højere: eksemplarer på 70-80 højde er ikke usædvanlige.

## Hjemsted
Gul fyr er udbredt i Rocky Mountains og langs Nordamerikas stillehavskyst fra det sydlige Canada til Californien. Overalt er arten knyttet til veldrænet og tør bund. Arten danner skove sammen med andre nåletræer.
I Utahs Wasatch højland findes arten i højder mellem 2.000 og 3.000 m langs den nedre del af trægrænsen, hvor den dominerer i åbne skove på varme og tørre, ret bratte skråninger. Jorden er porøs og veldrænet med neutralt til let surt pH og et højt indhold af mineralske stoffer. Biotoperne er udsat for perioder med tørke i vækstsæsonen. Her vokser arten sammen med bl.a.: hindbær, alm. mahonie, blågran, Ceanothus fendleri, Crataegus rivularis (en art af hvidtjørn), ellebladet bærmispel, fjergræs-arter, fåbladet lupin, grøn douglasgran, hedemelbærris, Juniperus scopulorum (en art af ene), langnålet ædelgran, Lewisia rediviva, new mexicorobinie, Quercus gambelii (en buskagtig art af eg), Ribes cereum (en art fra Ribs-slægten), Rosa woodsii (en art af rose), Symphoricarpos oreophilus (en art af snebær) og virginsk hæg

## Underarter
|                                | Nordligt højland | Rocky Mts  | Sydvestligt højland | Kystområder |
| ------------------------------ | ---------------- | ---------- | ------------------- | ----------- |
| Underart                       | ponderosa        | scopulorum | brachyptera         | benthamiana |
| Nåle pr. bundt                 | 3                | 2-3        | 2-3                 | 3           |
| Nålelængde                     | 10-22 cm         | 8-17 cm    | 12-21 cm            | 15-30 cm    |
| Nålediameter                   | 1,7-2,2 mm       | 1,5-1,7 mm | 1,6-1,9 mm          | 1,3-1,7 mm  |
| Koglelængde                    | 5-11 cm          | 5-9 cm     | 5-10 cm             | 7-16 cm     |
| Bredde på kogleskæl            | 14-19 mm         | 16-20 mm   | 14-19 mm            | 18-23 mm    |
| Farve på unge kogler           | purpur           | grøn       | grøn                | grøn        |
| Modne koglers overflade        | mat              | mat        | blank               | blank       |
| Frøvinge i forh. til frølængde | 1,9-2,5          | 2,1-3,4    | 3,0-3,5             | 3,0-4,7     |
| Max træhøjde                   | 50 m             | 40 m       | 50 m                | 70 m        |

Noter:

Nåle pr. bundt: det mest almindelige er med fed

Frøvinge/frølængde: høje tal angiver et lille frø med en lang vinge; lave tal angiver et stort frø med en kort vinge
| Portal | Portal:Botanik |

## Note
1. ↑  Anonym: Guide to Vegetation Community Codes Arkiveret 17. maj 2008 hos  Wayback Machine (engelsk)